# Eryk Goczał
Pas d'image ? Cliquez ici
Erik Goczał, né le 6 novembre 2004, est un pilote polonais de rallye-raid. Il est vainqueur en catégorie SSV (T4) du Rallye Dakar 2023.

## Biographie
En 2023, Erik Goczał participe à son premier Rallye Dakar au volant d'un SSV (T4) Can-Am Maverick, avec l'Espagnol Oriol Mena; ils remportent l'épreuve.
Au Rallye Dakar 2024, il repart avec son coéquipier Oriol Mena cette fois en catégorie supérieure, Challenger (T3). Il est disqualifié après la sixième étape, alors qu'il était leader du classement « Challenger », à cause d’un embrayage en carbone non conforme.
Son père Marek et son oncle Michał sont également pilotes automobile.

## Palmarès

### Résultats au Rallye Dakar
| Année | Catégorie  | Marque | Position    | Victoires d'étapes | Copilote   |
| ----- | ---------- | ------ | ----------- | ------------------ | ---------- |
| 2023  | SSV        | Can-Am | Vainqueur   | 4                  | Oriol Mena |
| 2024  | Challenger | Taurus | Disqualifié | 1                  | Oriol Mena |